# 최지인 (아나운서)
최지인은  대한민국의 아나운서, 화가이다. 미술과 방송, 교육 분야에서 다방면으로 활동하고있다.
2003년 여수 MBC 화가의 길 프로그램의 스토리텔러로 방송 활동을 시작해 MC, 리포터로 진행을  하다 2005년 현대기아자동차 그룹사 아나운서로 본격적인 아나운서 활동을 시작했다. 2006년 공채 3기로 MBN  아나운서가 되어 뉴스 앵커와 진행자로 활동했다. 이후 한국 아나운서 아카데미 강사가 되어 아나운서 교육을 시작했고 MBN 메인 뉴스 앵커가 되었으며 '소중한 나눔 무한 행복'과  '아름다운 TV 갤러리'를 진행했다. 2013년 한국방송 예술교육학교 방송진행자과 학과장 및 전임교수가 되었고 2014년 매일경제 TV 아나운서 팀장으로 아나운서를 양성했다. 2015년부터 2020년까지 신한대학교 언론학과 겸임교수로 재직했으며 프리랜서 아나운서로 계속 활동하고 있다.
2012년부터 화가로 왕성한 활동을 시작해 2013년 한국미술 작가상, 서울 국제 미술제 수상, 단원 미술대전 수상등 여러 수상과 수상전으로 입지를 다졌다. 동양화를 새롭게 재해석해 '신화조화' 시리즈로 꽃과 새그림을 그려가고 있으며 '날개 단 인형 시리즈'로 12지신 인형과 캐릭터 인형을 통해 대중들에게 미술을 친숙하게 하는 작업을 해오고 있다. 날개 테마로 "날개작가" 로도 불렸으며  우리생활 속 소재인 나무쟁반, 거울에 민화를 재해석해 그려오고 있다. 화조화 개인전 이후 2020년대부터는 "행복을 주는 그림, 화조화 작가"로 활동중이며 21번의 개인전과 300여회의 단체전을 하고 홍콩, 싱가포르, 상하이, 프랑스에서 아트페어 및 단체전 참가 작가로 활동하고 있다. 2024년에는 28회 개인전을 여는 화가가 되었다. 화가로 그림을 그려오며 미술을 가르치는 미술 선생님으로도 활동하고 있다.

## 학력
- 숙명여자대학교 교육대학원 미술교육학과
- 숙명여자대학교 미술대학 회화학과 (한국화 전공) 수석졸업
- 서울예술고등학교 미술과

## 이력
- 2015년 신한대학교 언론학부 겸임교수
- 2015년 개인전시회 '나무위 새'
- 2015년 아시안허브 홍보대사, w재단 홍보대사
- 2015년 개인전시회 '그리움...그리고, 그리다'
- 2014년 신한대학교 초빙교수
- 2014년 한국방송예술진흥원 방송진행자과 전임교수
- 2014년 매일경제TV 아나운서 팀장
- 2013년 오픈핸즈 홍보대사
- 2013년 개인전시회'metamorphosis'
- 2013년 개인전시회 '날개를 펴고싶다'
- 2013년 개인전시회 '날개'
- 2012년 개인전시회 '살다보니'
- 2011년 아름다운 TV 갤러리 진행
- 2010년 MBN 뉴스8
- 2007년 한국 아나운서 아카데미 강사
- 2006년 MBN 아나운서 (공채3기)
- 2005년 현대기아자동차 그룹사 아나운서

## 수상
- 2014년 제29회 코리아 베스트 드레서 스완 어워즈 문화부분
- 2013년 단원 미술대전 수상
- 2013년 한국미술센터 한국 미술상
- 2013년 나혜석 미술대전 수상
- 2013년 서울국제미술제 우수 작가상
- 2013년 한국 미술상 청년 작가상
- 2012년 세계미술작가 창작 공모전 금상